# JR東日本クモヤ743形電車

クモヤ743形電車（クモヤ743がたでんしゃ）は、東日本旅客鉄道（JR東日本）がかつて所有した事業用交流電車である。

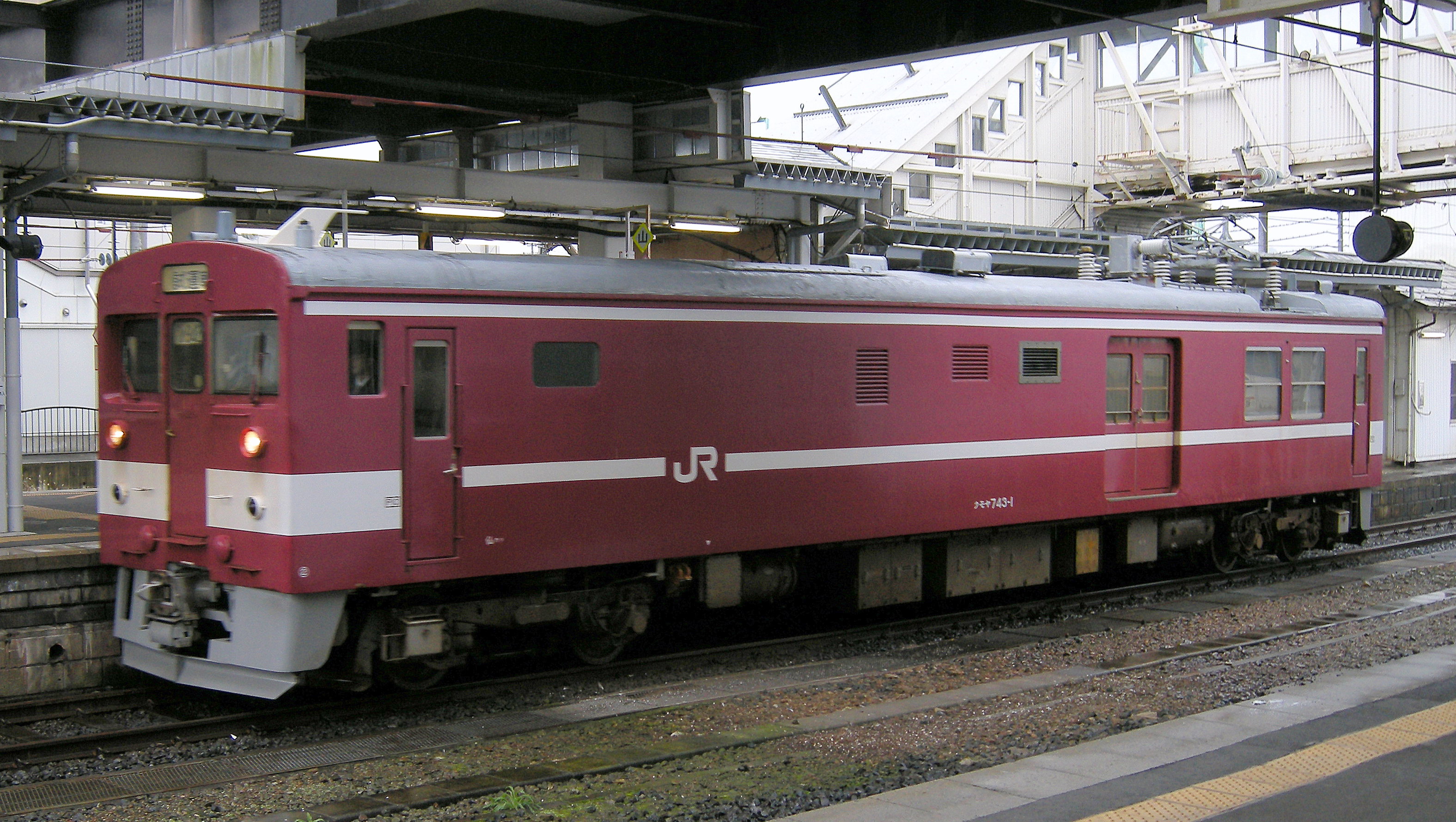
クモヤ743-1
2008年10月27日 米沢駅

## 概要
奥羽本線福島 - 山形間は、1992年（平成4年）7月1日の山形新幹線開業に先立ち、それに伴う狭軌（1,067mm）から標準軌（1,435mm）への改軌工事が1991年（平成3年）11月5日に完了した。同区間の普通列車用の車両として、719系電車を標準軌仕様とした5000番台が山形運転所（→山形電車区→山形車両センター→現・山形新幹線車両センター）へ配置された。
719系5000番台の定期検査は当初、仙台総合車両所（現・新幹線総合車両センター）での実施が計画されていたが、同形式は東北新幹線区間の架線電圧交流25kVに対応しておらず、必要な保安装置も搭載していないために牽引車が必要となり、クモヤ143形直流職用車を種車に改造施工で落成したのが本形式である。
なお本形式は普通鉄道構造規則による確認のほかに、新幹線鉄道構造規則に基づいた新幹線用交流電気機関車で新幹線車両としての確認も取得した、新幹線区間で自力運転が可能な唯一の在来線用電車であった。

## 車両解説
種車となったクモヤ143-3は、日立製作所笠戸製作所が製造。国鉄（日本国有鉄道）時代の1977年（昭和52年）3月14日付で品川電車区（→山手電車区→現・東京総合車両センター）に新製配置、翌1978年3月7日付で津田沼電車区（→習志野電車区→現・習志野運輸区）へ転入。1987年の国鉄分割民営化でJR東日本が承継し、1991年9月14日付で山形運転所へ転入した。
1992年6月23日付で新幹線区間走行のため新幹線鉄道構造規則に基づいた以下の改造を郡山工場（現・郡山総合車両センター）で施工し、クモヤ743-1として落成した。
- 車体色をワインカラーに白ストライプへ変更
- 直流専用→交流50Hz20/25kV複電圧対応
- 制御・制動装置を719系に準拠したシステムへ変更
- 台車を標準軌対応のDT60形へ換装
- 集電装置を下枠交差型パンタグラフへ交換
- 保安装置は山形線用ATS-P・東北新幹線用ATC-2[注 3]を搭載
- 東北新幹線用LCX列車無線を搭載
- 強化型スカートへ換装
- タイフォンカバーをお椀形耐雪仕様へ変更
- 719系に対応した電気連結器を装着
- 密着連結器は新幹線鉄道構造規則と適合していないため特別構造許可を取得

### 運用
落成後に郡山工場で20kV加圧動作試験を実施。仙台総合車両所へ回送され25kV加圧試験・ATC-2・ATS-P動作試験・電波監査・自局対局試験・新幹線区間本線試運転等が行われた後、719系5000番台電車を牽引し山形電車区 - 仙台総合車両所間を走行した。
しかし定期検査は諸般の事情から山形電車区での実施へ変更されたことから、本形式の用途は構内入換・冬期の架線霜取り・秋期の落ち葉掃きなどに限定された。
2014年11月6日 - 7日に新幹線車両センターへ陸送され、同月8日付で廃車された。